# Francesco Bellini
Pour les articles homonymes, voir Bellini.
Francesco Bellini est un chercheur, administrateur et d’homme d'affaires italien naturalisé canadien né le 20 novembre 1947 à Ascoli Piceno (Marches, Italie) et mort le 10 juillet 2025 à Calgary (Alberta).

## Distinctions
- 1994 - Prix INNOVATION
- 1997 - Onorificenza Di Grande Ufficiale, la plus haute distinction civile accordée par le gouvernement italien
- 1999 - Membre des Grands Montréalais
- 2000 - Officier de l'Ordre du Canada
- 2001 - Membre du Cercle Excelcia
- 2004 - Officier de l'Ordre national du Québec
- Doctorats honorifiques de l’Université d'Ottawa, l’Université du Nouveau-Brunswick, l’Université Concordia et l’Université McGill
- 2016 - Commandeur de l'Ordre de Montréal